# Jorge Luis Vargas Valencia
Jorge Luis Vargas Valencia (Bucaramanga, 17 de abril de 1967) es un policía colombiano, en el grado de general se desempeñó como director general de la Policía Nacional de Colombia desde diciembre de 2020 hasta el 12 de agosto de 2022.

## Biografía
Nació en Bucaramanga en 1967. Hijo de José Luis Vargas Villegas, quien se desempeñó como jefe de varias policías departamentales y de la Bogotá durante la Toma del Palacio de Justicia en 1985. En 1985, a la edad de dieciocho años, ingresó en la Escuela de Cadetes General Francisco de Paula Santander, graduándose de aquella institución en 1987 como Administrador de Empresas y Administrador policial. También obtuvo una especialización en Resolución de Conflictos y Seguridad Integral y una Maestría en Seguridad Pública.
Primero comenzó trabajando para la Policía Metropolitana de Bogotá, la Dirección General y la Escuela de Cadetes de Policía, para después comenzar su carrera como oficial en la sección de Inteligencia de la Dirección de Investigación Criminal e Interpol (DIJÍN), donde trabajó en diversos operativos contra las guerrillas y los carteles del Narcotráfico en las décadas de 1980 y 1990. En 2005 se convirtió en el Comandante de la Policía del Aeropuerto Internacional El Dorado.
En 2008 pasó a dirigir la Dirección de Inteligencia Policial, puesto desde el cual apoyó la Operación Fénix, en la cual murió Raúl Reyes; la muerte de Alfonso Cano y el Mono Jojoy, la Operación Milenio y la captura de treinta extraditables; el desmantelamiento del cartel de Cali y la caída de los narcotraficantes "Cuchillo" y "El Loco Barrera". Ocupó el cargo hasta 2016, cuando pasó a dirigir la Dijín.
En 2019 fue nombrado director de Seguridad Ciudadana de la Policía y en diciembre de 2020 fue designado por el presidente Iván Duque Márquez como Director de la Policía Nacional de Colombia, en reemplazo de Óscar Atehortúa Duque.
Su esposa es la abogada Claudia Cristina Serrano Evers, hija de Rosso José Serrano, director de la Policía entre 1994 y 2000 y embajador en Austria entre 2002 y 2010.
Fue candidato a la Alcaldía de Bogotá en las elecciones locales de Bogotá de 2023.
| Predecesor: Programa Congreso Visible de la Universidad de los Andes (Colombia) | Condecorado con la Medalla Luis Carlos Galán de Lucha Contra la Corrupción 2013 | Sucesor: Teniente Coronel Adilson Nevardo Bueno Pineda |